# Anelassorhynchus inanensis
Anelassorhynchus inanensis is een lepelworm uit de familie Thalassematidae.
De wetenschappelijke naam van de soort werd in 1904 gepubliceerd door Ikeda.